# Közszabadság
Közszabadságnak (libertas) hívták az Árpád-korban az eredetileg független szabad (liber) magyarok jogállását. A liber tartalmának változása miatt azonban Kálmán idejében már jelzővel látták el (perpetua, plena, absoluta libertas), azaz „örök teljes szabadság”-ról beszéltek, a 13. századtól pedig „aranyszabadság”-ról (aurea libertas). Mind a nemesség, mind a jobbágyság ebből vezették le a szolgaállapothoz (servus) képesti jogaikat, a 14. századtól azonban a jobbágyság számára az eredeti közszabadságnak már csak csökevénye maradt meg.

## A szabadok jogai és kötelezettségei
A szabad emberek legfontosabb, minimális ismérve az volt, hogy ott telepedhettek le, ahol akartak, szabadon rendelkezhettek önmagukkal, nem álltak uruk tulajdonosi hatalma alatt. Önálló egzisztenciával rendelkeztek, földjüket legtöbbször rokoni közösségben, nemzetségével közösen használták. Részt vehettek a vármegye közéletében, a Váradi regestrum szerint tanúskodhattak és felszólalhattak különféle ügyekben. I. Béla küldötteiket gyűlésre hívta Fehérvárra. Ügyeiket a maguk által választott bírák előtt intézhették. Törvényes házasságot köthettek, nászajándékot, hozományt adhattak. Öröklési joggal rendelkeztek.
Szabadságuk fejében a szabad férfiak elvben katonáskodni voltak kötelesek.
A királyi szerviensek (serviens regis) több joggal rendelkeztek, mint az egyszerű közszabadok. A király, ha a szerviensévé emelt valakit, akkor előbb a közszabadságot adta meg neki, majd a többi szerviensi jogot.
A hospesek kiváltságai lényegében megegyeztek a más földjére telepített közszabadok jogállásával. A 13. században azonban a piachelyek, ipari központok olyan kollektív kiváltságokat kaptak, amelyek meghaladták a közszabdságot.

## A szabadságfogalom változása
Szent István törvényeiben a szabad (liber) ember még a szolgával (servus) állt szemben. Szabadnak tilos volt szolgával házasságra lépnie. A szabadokon belül három réteget különböztettek meg a törvények, az ispánt (comes), a harcost (miles) és a köznépet (vulgaris), de pl. a szabadok vérdíja egységes volt. Még Szent László törvényei is egységes összeget írt elő a bíró által fizetni, ha ártatlan embert akasztott fel. Már a 11. században jelen voltak a szabadok között a nincstelenek, akiknek száma a pogánylázadások (1046, 1060–1061) során gyarapodott. Ők csak valamely földesúr szolgálatában találhattak megélhetést, de a szabolcsi zsinat (1092) határozatai, Szent László törvényei előírták, hogy a szolgálatukba szegődöttekkel az ispán vagy a püspök úgy bánjon, ahogy akar, de szabadságukat tartsa tiszteletben.
A 11. század végén megjelentek a szabadok között a szolgaállapotból felszabadítottak, pl. olyanok, akiket uruk felszabadított és az egyháznak adott. Az ő szabadságuk feltételes volt, kötött helyzetűek voltak, urukat nem hagyhatták el. A király vagy az egyház szolgálatába szegődöttek utódai is hasonló státuszba (várjobbágy) kerültek, akikre az „egyház szabadjai”, „király szabadjai” névvel illettek, mert státuszuk magasabb volt, mint az ott szolgáló más népeké (szolgálónépek).
A 13. században a független szabadok száma rohamosan csökkent. Sokan valamelyik földesúr földjére kényszerültek, bár még ekkor is lehetett némelyiküknek valamennyi saját földje. Leszűkült jogaikat még ekkor is a közszabadság írta körül, más szabadok jogai viszont gyarapodtak, ezért a közszabadság fogalma ekkortól egyre inkább paraszti szabadsággá vált. A földesúr földjén élő jobbágyok azonban már nem tudták jogaikat úgy érvényesíteni, mint egykori őseik, hadi szolgálatukra nem volt szükség. A megye közéletéből a nemesek kiszorították őket, csak falujuk közéletében vehettek legfeljebb részt. A 14. században terjedő úriszék intézménye tovább csorbította jogaikat, első fokon már nem tartoztak az ispán és a megyei intézmények joghatósága alá.
A jobbágyság és a nemesség kialakulásával azután a liber elvesztette korábbi értelmét, ekkortól azokat nevezték így, akik a szokásos földesúri szolgáltatások alól teljesen vagy részben mentesek voltak.
A 13. században megjelent Magyarországon a libera villa („szabad falu”) fogalma. Kizárva ezekből a Lehota, Volja, Ohaba nevekkel vagy latin megfelelőjükkel elnevezetteket, az európai szokással megegyezően olyan falut jelöl, amelyik valamilyen szóban vagy írásban megadott kiváltsággal rendelkezik. Ennek a falunak az állapota már sem nem közszabadság, sem nem tehermentesítés, sem nem függetlenség, hanem egy a törvény (lex) által meghatározott valamilyen állapot. Nyugaton a franca villa vagy ville de franchise volt a megfelelője.